# Joseph Omer Joly de Fleury
Pour les autres membres de la famille, voir Famille Joly de Fleury.
Joseph Omer Joly de Fleury, né le 26 octobre 1715 à Paris où il est mort le 29 janvier 1810, est un magistrat français.

## Biographie
Fils de Guillaume-François Joly de Fleury, il entra dans la magistrature en 1735, comme substitut de son père, procureur-général du Parlement. Il fut avocat général au Grand Conseil de 1737 à 1746 puis, à partir de 1746 au Parlement de Paris, et enfin président à mortier de la même cour. Adversaire acharné des Philosophes, contre lesquels il obtint l’interdiction de l’Encyclopédie et du Poème sur la loi naturelle en février 1759, l’interdiction de l’inoculation variolique en juin 1763.
Le 6 août 1762, à l'initiative de Joly de Fleury, le parlement de Paris prend un arrêté contre les Jésuites les privant de toutes leurs propriétés, leurs collèges sont fermés. En 1763, ils sont bannis du royaume et expulsés en 1764. Plus tard, il a regretté le rôle qu'il a joué dans la suppression de la Compagnie de Jésus.
Ses Réquisitoires furent le sujet de la fureur de Voltaire qui l’accabla de plaisanteries qui l’ont rendu célèbre : il l’appela le « petit singe à face de Thersite » (Pantaodai à Mlle Clairon, 1761), puis « maître Omer », disant de lui qu’il n’était « ni Homère, ni joli, ni fleuri ». Dans une de ses lettres privées, Voltaire l’a décrit comme « ce petit hypocrite de Joly de Fleury, ce petit ballon noir, gonflé de vapeurs puantes ». Omer Joly de Fleury prononça un réquisitoire contre le Dictionnaire philosophique  en mars 1765 et fit condamner Lally-Tollendal à mort le 6 mai 1766.
Quelques-uns de ses réquisitoires sont écrits avec éloquence et énergie. Joly de Fleury joignait à un sens droit une érudition profonde en plus d’un genre. Aussi instruit dans l’histoire et la politique que dans la jurisprudence, il avait pressenti en homme d’État les effets des opinions qu’il combattit.
Sa vie fut laborieuse, ses mœurs graves et simples. On ignore par quel miracle il a su échapper à la Terreur, qui fit tomber presque toutes les têtes du parlement de Paris, mais il est mort ayant vu sa cinquième génération. Son fils Armand Guillaume Marie Joly de Fleury a été le dernier procureur-général du parlement.

## Famille
- Jean-François Joly de Fleury (1636-1702), avocat général au parlement de Metz, marié à Madelaine Anne Talon
  - Joseph Omer Joly de Fleury (1670-5 décembre 1704), avocat général, marié à Louise Béraut
    - Louise Joly de Fleury (1698-23 novembre 1717), mariée en 1717 avec Claude François Bidal d'Asfeld, maréchal de France
    - Jean-Omer Joly de Fleury (4 janvier 1700-†29 novembre 1755), il est d'abord reçu avocat général en survivance de son père mais a préféré entrer dans les ordres, chanoine de la cathédrale de Paris

  - Françoise Madeleine Joly de Fleury (†1694), mariée en 1689 avec Louis de L'Espine, seigneur de Grainville
  - Guillaume-François Joly de Fleury (11 novembre 1675-25 mars 1756), magistrat procureur général au parlement de Paris, marié à Marie Françoise Le Maistre
    - Louise Françoise Joly de Fleury (1704-1776), mariée en 1726 avec Jean Nicolas Mégret de Sérilly (15 mars 1702-15 octobre 1752), comte de Chapelaine, nommé intendant à Auch (1740-1743), intendant de Franche-Comté (1744 - 1750), puis intendant d'Alsace (1750-1752)
    - Marie Louise Joly de Fleury mariée en 1739 avec Gaspard Nicolas Brayer, président aux enquêtes au Parlement de Paris
    - Guillaume-François-Louis Joly de Fleury (1710-1787) marié en 1747 avec Marie Renée Le Lièvre de La Grange
    - Joseph Omer Joly de Fleury (1715-1810), magistrat, marié en 1740 avec Madeleine Geneviève Mélanie des Vieux
      - Françoise Bonne Geneviève Joly de Fleury (1742-1837), mariée en 1762 avec Louis-Omer d'Estampes (1734-1815), veuf d'Adélaïde Julie de Fouilleuse et cousin par alliance de Marie-Thérèse de La Ferté-Imbault. Elle vécut avec lui au château de Mauny.
      - Omer Louis Joly de Fleury (9 avril 1743-avril 1784), avocat général, marié en 1761 avec Jeanne Louise Catherine Voidet
      - Armand Guillaume Marie Joly de Fleury de Brionne (1746-1823), dernier procureur général au Parlement de Paris.

    - Jean-François Joly de Fleury (7 juin 1718-12 décembre 1802), conseiller d'État, marié en 1784 avec Marie Marguerite Jogues de Villery